# Гардінер (переписна місцевість, Нью-Йорк)
Гардінер (англ. Gardiner) — переписна місцевість (CDP) в США, в окрузі Ольстер штату Нью-Йорк. Населення — 952 особи (2020).

## Географія
Гардінер розташований за координатами 41°40′46″ пн. ш. 74°8′52″ зх. д. / 41.67944° пн. ш. 74.14778° зх. д. (41.679517, -74.147896).  За даними Бюро перепису населення США в 2010 році переписна місцевість мала площу 10,00 км², уся площа — суходіл.

## Демографія
Згідно з переписом 2010 року, у переписній місцевості мешкало 950 осіб у 384 домогосподарствах у складі 247 родин. Густота населення становила 95 осіб/км².  Було 444 помешкання (44/км²).
Расовий склад населення:
| - 91,4 % — білих - 1,5 % — чорних або афроамериканців - 0,4 % — азіатів - 0,2 % — корінних американців - 4,0 % — осіб інших рас |

До двох чи більше рас належало 2,5 %. Частка іспаномовних становила 8,9 % від усіх жителів.
За віковим діапазоном населення розподілялося таким чином: 23,2 % — особи молодші 18 років, 64,3 % — особи у віці 18—64 років, 12,5 % — особи у віці 65 років та старші. Медіана віку мешканця становила 40,2 року. На 100 осіб жіночої статі у переписній місцевості припадало 95,5 чоловіків;  на 100 жінок у віці від 18 років та старших — 98,4 чоловіків також старших 18 років.
Середній дохід на одне домашнє господарство  становив 64 350 доларів США (медіана — 56 917), а середній дохід на одну сім'ю — 83 304 долари (медіана — 70 769). За межею бідності перебувало 10,0 % осіб, у тому числі 0,0 % дітей у віці до 18 років та 0,0 % осіб у віці 65 років та старших.
Цивільне працевлаштоване населення становило 338 осіб. Основні галузі зайнятості: освіта, охорона здоров'я та соціальна допомога — 35,2 %, роздрібна торгівля — 19,5 %, сільське господарство, лісництво, риболовля — 12,7 %, мистецтво, розваги та відпочинок — 12,4 %.